# Большие Кармалы
Большие Кармалы (тат. Олы Карамалы) — село в Камско-Устьинском районе Республики Татарстан, административный центр Большекармалинского сельского поселения.

## Этимология
Топоним произошёл от татарского слова «олы» (большой) и гидронима «Карамалы» (Карамалка).

## География
Село находится в Предволжье на реке Карамалке, в 11 км к западу от районного центра — посёлка городского типа Камское Устье. Высота над уровнем моря — 127 м.

### Климат
Климат в селе умеренно-континентальный, Dfb по классификации Кёппена. Средняя температура воздуха — 5,0 °C, среднегодовое количество осадков — 609 мм.

## История
Первоисточники упоминают о селе Большие Кармалы (также Старые Кармалы) с периода Казанского ханства. По другим источникам, основано в первой трети XIII столетия переселенцами из булгарского города Ошель.
В сословном плане, в XVIII веке и вплоть до 1860-х годов, жителей села причисляли к государственным крестьянам. По вероисповеданию население делилось на мусульман и православных. Основными занятиями жителей села являлись земледелие (в начале XX века земельный надел сельской общины составлял 1012,8 десятин), скотоводство.
В «Списке населенных мест по сведениям 1859 года», изданном в 1866 году, населённый пункт упомянут как казённая деревня Старые Кармалы 1-го стана Тетюшского уезда Казанской губернии. Располагалась при речке Алгаше, по левую сторону Лаишевского торгового тракта, в 37 верстах от уездного города Тетюши и в 12 верстах от становой квартиры в казённом селе Новотроицкое (Сюкеево). В деревне в 73 дворах жили 398 человек (194 мужчины и 204 женщины). Была мечеть.
По сведениям из первоисточников, в 1879 году здесь было построено медресе (в 1911 г. преобразовано в четырёхклассное русско-татарское училище), в 1901 году - мечеть. В начале XX века здесь также действовали 5 ветряных мельниц, кузница, 2 мелочные лавки.
До 1920 года село входило в Богородскую волость Тетюшского уезда Казанской губернии. С 1920 года в составе Тетюшского, с 1927 года — Буинского кантонов ТАССР. С 10 августа 1930 года в Камско-Устьинском, с 1 февраля 1963 года в Тетюшском, с 12 января 1965 года в Камско-Устьинском районах.
С 1929 года в селе действовали  колхозы, в 1994—–2003 годах — коллективное предприятие «Чулпан», в 2003—2009 годах — сельскохозяйственный производственный кооператив «Чулпан».

## Население
| 1782 | 1859 | 1884 | 1897 | 1920 | 1926 | 1938 | 1949 | 1958 | 1970 | 1979 | 1989 | 2002 | 2010 | 2017 |
| ---- | ---- | ---- | ---- | ---- | ---- | ---- | ---- | ---- | ---- | ---- | ---- | ---- | ---- | ---- |
| 112  | 398  | 580  | 697  | 874  | 576  | 730  | 510  | 375  | 263  | 217  | 149  | 156  | 146  | 137  |

Национальный состав села — татары.

## Экономика
Жители села занимаются сельским хозяйством в отделении «Кармалы» филиала №1 общества с ограниченной ответственностью «Агрофирма «Нармонка».

## Инфраструктура
В селе действуют дом культуры(открыт в 1936 г. как клуб), библиотека (открыта в 1936 г. как изба-читальня), фельдшерско-акушерский пункт. В селе 8 улиц. Через село проходит автобусный маршрут «Камское Устье — Караталга».

## Религия
Мечеть действует с 2015 года.

## Известные люди
- Ибрагим Гази (1907–1971) – писатель, общественный деятель, лауреат Государственной премии им. Г. Тукая
- К. Х. Исмаев (1898—1978) — государственный деятель, председатель СНК ТАССР в 1928—1930 годах